# Минификация (программирование)
Минифика́ция (англ. minification) в языках программирования — процесс удаления ненужных символов из исходного кода без изменения его функциональности, с целью уменьшения его размера. Минификация применяется преимущественно к интерпретируемым языкам (таким как JavaScript, HTML, CSS), особенно в разработке веб-приложений, поскольку она способствует снижению времени загрузки, экономии пропускной способности и ускорению исполнения кода в браузере.
Процесс включает удаление:
- комментариев;
- пробелов и отступов;
- переводов строк;
- необязательных синтаксических элементов;
- переименование переменных и функций с длинными именами на более короткие (при условии сохранения логики программы).

Минификация часто выполняется в составе сборки проекта, при помощи инструментов типа Gulp, Webpack, Rollup или специализированных минификаторов, таких как UglifyJS, Terser, Google Closure Compiler и др.

## Применение
Минификация улучшает производительность за счёт уменьшения объёма передаваемых по сети файлов. Также используется в рамках SEO и оптимизации скорости загрузки сайта, поскольку Google учитывает скорость загрузки при ранжировании.
На практике минифицированные файлы часто дополняются source map-файлами, которые позволяют отлаживать минифицированный код, отображая его в виде оригинального исходника в инструментах разработчика браузера.

## Пример
До минификации:
```
// JavaScript

var
 
array
 
=
 
[];

for
 
(
var
 
i
 
=
 
0
;
 
i
 
<
 
20
;
 
i
++
)
 
{

  
array
[
i
]
 
=
 
i
;

}

```

После минификации:
```
for
(
var
 
a
=
[
i
=
0
];
i
<
20
;
a
[
i
]
=
i
++
);

```

## Отличие от обфускации
Минификация отличается от обфускации тем, что её цель — исключительно сокращение размера, а не защита кода от анализа. Хотя некоторые минификаторы делают код трудночитаемым, это побочный эффект, а не основная задача.

## Инструменты
Некоторые популярные инструменты минификации:
- UglifyJS — JavaScript минификатор;
- Terser — современный форк UglifyJS, с поддержкой ES6+;
- Google Closure Compiler — минификатор и оптимизатор JavaScript от Google;
- HTMLMinifier — минификация HTML;
- CleanCSS — минификация CSS;
- Gulp и Webpack — сборщики, поддерживающие минификацию в цепочке сборки.